# Mogamed Ibragimow
Mogamed Ibragimow (mac. Могамед Ибрагимов, ros. Магомед Ибрагимхалилович Ибрагимов, Magomied Ibragimchalilowicz Ibragimow; ur. 22 lipca 1974 w Chebdzie) – awarski zapaśnik reprezentujący Azerbejdżan, a od 1998 roku Macedonię, trzykrotny olimpijczyk (V-1996, III-2000 i XIX-2004). Zdobywca brązowego medalu na igrzyskach w Sydney, wicemistrz świata, trzykrotny mistrz Europy.